# Republic (Washington)
Republic é uma cidade localizada no estado norte-americano de Washington, no Condado de Ferry.

## Demografia
Segundo o censo norte-americano de 2000, a sua população era de 954 habitantes.
Em 2006, foi estimada uma população de 982, um aumento de 28 (2.9%).

## Geografia
De acordo com o United States Census Bureau tem uma área de
4,1 km², dos quais 4,1 km² cobertos por terra e 0,0 km² cobertos por água. Republic localiza-se a aproximadamente 783 m acima do nível do mar.

## Localidades na vizinhança
O diagrama seguinte representa as localidades num raio de 56 km ao redor de Republic.